# Bielefeld
Bielefeld är en kretsfri industri- och universitetsstad i det tyska förbundslandet Nordrhein-Westfalen vid nordvästra änden av Teutoburgerskogen, ett cirka 150 kilometer långt skogstäckt bergsområde. I staden, som har cirka 340 000 invånare, finns bland annat maskin- och textilindustri.

## Historia

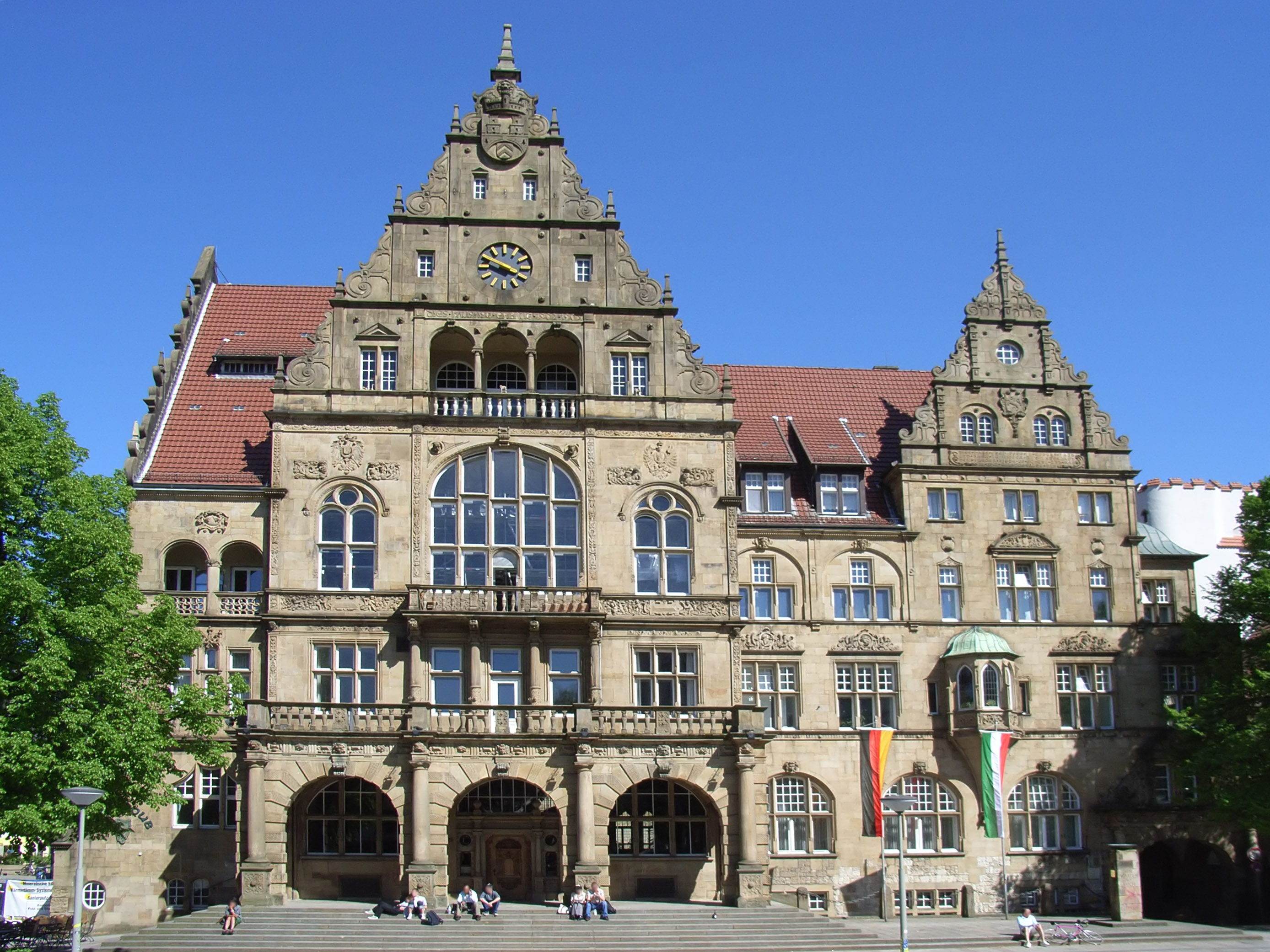
Gamla rådhuset.

Bielefeld grundades 1215 av greve Herman IV av Ravensberg. Staden tillhörde Hansan och var känd som ”linnestaden”. När Köln–Minden-järnvägen öppnades 1849 började staden industrialiseras och under 1860-talet startades olika verkstadsindustrier. Bielefeld utvecklades genom Ravensbergspinneriet till ett textilcentrum; bland annat fanns några symaskinstillverkare som Dürkopp i staden. Bielefeldområdet hade också en stor tobaksproduktion. Bland andra viktiga industriföretag som utvecklades i Bielefeld finns Dr. Oetker. I början av 1900-talet växte staden och försågs med järnvägsstation, teater och konserthall.
Under kristallnatten (1938) brändes stadens synagoga från 1905 ned och affärer som ägdes av judar plundrades och förstördes. Under andra världskriget bombades Bielefeld (första gången 1940) och den svåraste bombningen ägde rum i september 1944 då den gamla staden och historiska byggnader förstördes. Staden intogs av amerikanska trupper i april 1945. 
Efter andra världskriget byggdes Bielefeld upp där de gamla förstörda byggnaderna ersattes av moderna hus och staden fick en helt ny stadssiluett. Industrin återuppbyggdes men staden förlorade sin roll som textilcentrum. Staden växte under 1950-talet genom de många flyktingar och fördrivna som kom till staden. Bostadsbristen ledde fram till skapandet av Sennestadt. Bielefelds universitet invigdes 1969 och det hade vid slutet av året 2021 cirka 24 400 studenter.

## Sevärdheter

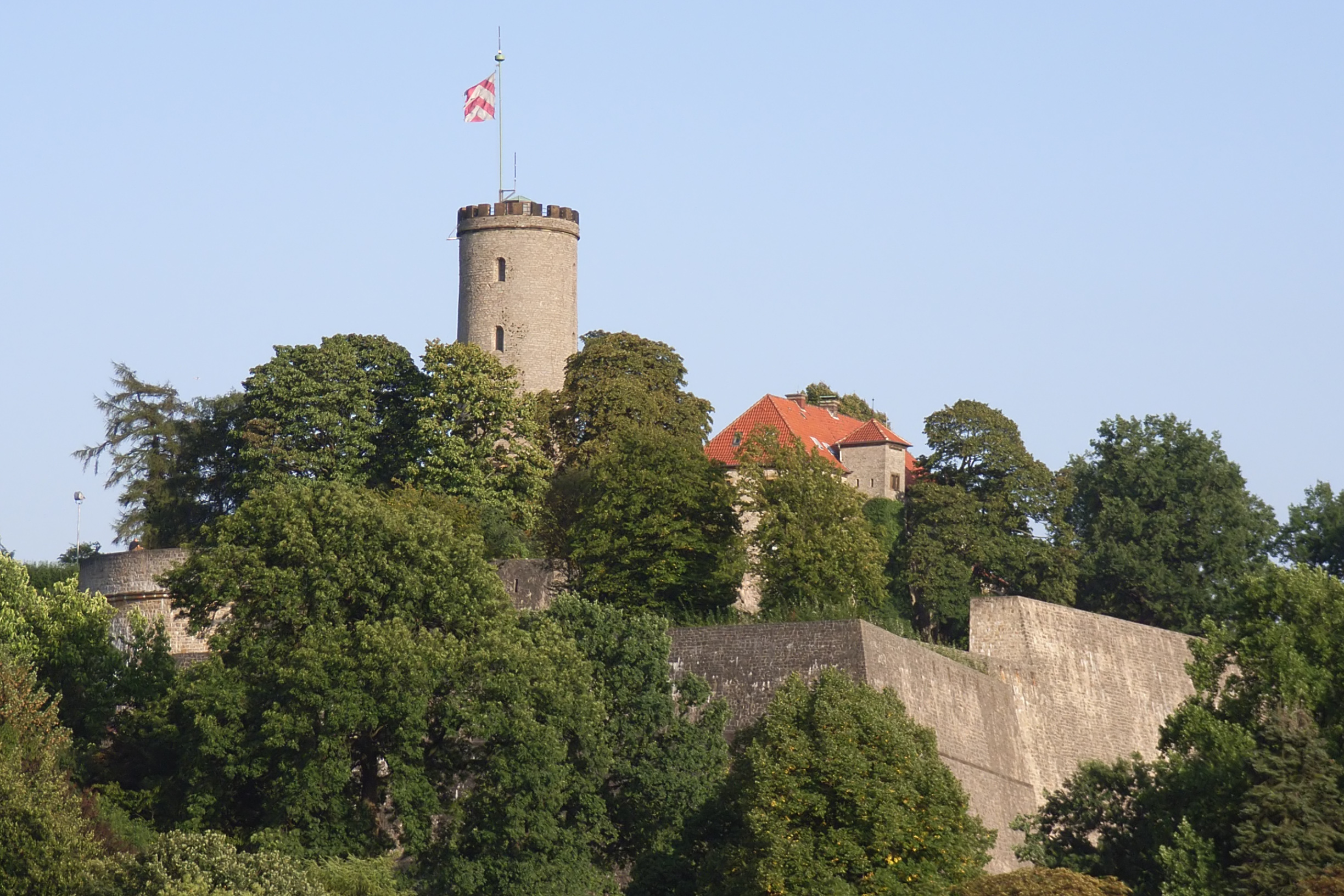
Borgen Sparrenburg med dess framträdande kärntorn.

Borgen Sparrenburg är ett landmärke som uppfördes 1240–1250 av Ludwig von Ravensberg. Andra landsmärken är bland annat stadshuset och stadsteatern (Stadttheater) i jugendstil. Stadsteatern omfattar bland annat Bielefeld Opernhaus och är den största teatern och operahuset i östra Nordrhein-Westfalen. Den äldsta kyrkan i staden är Altstädter Nicolaikirche, grundad 1236 av Bernhard IV av Lippe i hans egenskap av ärkebiskop i Paderborns katolska ärkestift. Stadens största kyrka är emellertid Neustädter Marienkirche som stod klar 1512. Vidare finns ett konstmuseum i Kunsthalle, konserthuset Rudolf-Oetker-Halle samt den botaniska trädgården Botanische Garten Bielefeld.

## Näringsliv
Bielefelds näringsliv började med linneväverier. När staden anslöts till järnvägen 1847 möjliggjorde det billigare leveranser av kol från Ruhrområdet vilket i sin tur gav förutsättningar för industrialisering. Den första fabriken följde 1851 då bröderna Bozi grundade spinneriet Vorwärts i anslutning till järnvägen. 1854 följde spinneriet i Ravensberg som utvecklades till Europas största spinneri. Idag spelar textilindustrin en mindre roll. 
Bielefelds viktigaste industrier återfinns inom livsmedel, metallförädling, maskintillverkning, kemi och beklädnad. Dr. Oetker, en av Tysklands största livsmedelskoncerner, har sitt huvudkontor i Bielefeld. Andra större företag i staden är Böllhoff, Dürkopp-Adler, Gildemeister, ThyssenKrupp, Droop & Rein (Starrag), Goldbeck och Seidensticker. Fönstertillverkaren Schüco och investmentbanken Bankhaus Lampe har även de huvudkontor i Bielefeld. Vidare är universitetet, fackhögskolor och den offentliga sektorn stora arbetsgivare.

## Storstadsområde
Bielefeld är centralorten för ett av Tysklands storstadsområden, med nästan 1,2 miljoner invånare. Många pendlar in till arbetsplatser och utbildningar i områdets centrala delar, och hela pendlingsområdet omfattar Bielefeld samt 27 omgivande städer och kommuner. Många medelstora städer är belägna i Bielefelds närhet, bland andra Bad Oyenhausen, Bad Salzuflen, Bünde, Gütersloh, Herford, Löhne, Minden och Rheda-Wiedenbrück. 
| Områdestyp                  | Areal (km²) | Invånarantal 31 december 2006 | Densitet (inv/km²) |
| --------------------------- | ----------- | ----------------------------- | ------------------ |
| Kärnstad (Bielefeld)        | 257,88      | 325 846                       | 1 263,56           |
| Kärnstadens närområde       | 686,23      | 501 472                       | 730,76             |
| Närliggande pendlingsområde | 1 140,77    | 354 380                       | 310,65             |
| Totalt                      | 2 084,88    | 1 181 698                     | 566,79             |

### Stadsdelar
Bielefeld är uppdelat i tio stadsdelar: Brackwede, Dornberg, Gadderbaum, Heepen, Jöllenbeck, Bielefeld-Mitte, Schildesche, Senne, Sennestadt och Stieghorst.

## Kända personer
- Christian Friedrich Nasse (1778–1851), läkare
- August Oetker (1862–1918), bakpulvrets uppfinnare
- F.W. Murnau (1888–1931), filmregissör
- Erna Sack (1898–1972), operasångare, sopran
- Horst Wessel (1907–1930), nazist, författare till Horst-Wessel-Lied
- Rudolf-August Oetker (1916–2007), företagsledare
- Klaus Hildebrand (född 1941), historiker
- Hannes Wader (född 1942), musiker och låtskrivare
- Aleida Assmann (född 1947), professor i engelska, egyptologi, litteratur och kulturstudier
- Irmgard Möller (född 1947), terrorist, medlem av Röda armé-fraktionen
- Michael Diekmann (född 1953), företagsledare (Allianz)
- Rolf Kanies (född 1957), skådespelare
- Olaf Hampel (född 1965), bobåkare

## Idrott
Fotbollslaget DSC Arminia Bielefeld spelar i Bundesliga 2, Tysklands andra division för herrfotboll.

## Vänorter
Bielefeld har följande vänorter:
- Rochdale, Storbritannien, sedan 1953
- Enniskillen, Storbritannien, vänort med Stadtbezirk Brackwede sedan 1958
- Concarneau, Frankrike, vänort med Stadtbezirk Senne sedan 1969
- Nahariya, Israel, sedan 1980
- Novgorod, Ryssland, sedan 1987
- Rzeszów, Polen, sedan 1981
- Estelí, Nicaragua, sedan 1995

Bielefeld har även relationer med:
- Gusev, Ryssland
- Wiązów, Polen
- Ziębice, Polen
- Glauchau, Tyskland
- Lobetal, Tyskland
- Reșița, Rumänien
- Windhoek, Namibia
- Utsunomiya, Japan
- Mullaitivu, Sri Lanka